# Roger Marshall
Roger Wayne Marshall (El Dorado, 9 agosto 1960) è un politico statunitense, attualmente senatore per lo stato del Kansas dal 2021 e precedentemente membro della Camera dei Rappresentanti per lo stesso stato dal 2017 al 2021.

## Biografia
Laureato alla Kansas State University, Marshall è un ostetrico e ha prestato servizio per sette anni nelle riserve dell'esercito raggiungendo il grado di capitano.
Nel 2016 Marshall si candidò alla Camera dei Rappresentanti per il primo distretto del Kansas sfidando alle primarie repubblicane il deputato uscente Tim Huelskamp e battendolo il 2 agosto 2016 con il 56,5% dei voti contro il 43,5. Marshall vinse poi facilmente le elezioni generali dell'8 novembre nel distretto fortemente repubblicano con il 66% dei voti, venendo così eletto deputato.
Marshall sostenne nel gennaio 2017 l'ordine esecutivo del Presidente Donald Trump che proibiva temporaneamente l'ingresso negli Stati Uniti di cittadini di 7 Paesi a maggioranza musulmana, dichiarando che "il presidente Trump sta facendo tutto il possibile per proteggerci dal terrorismo islamico" e che "anche se ci piacerebbe vedere delle norme più strutturate e specifiche approvate dal Congresso, comprendiamo la necessità di azioni rapide e sosteniamo i suoi sforzi".
Nel 2020 si candidò al Senato e riuscì ad essere eletto sconfiggendo l'avversaria democratica Barbara Bollier.